# Rudolph Friedrich von Freymann
Rudolph Friedrich Ludwig von Freymann (* 25. März 1786; † 2. Juni 1850 auf Gut Kallenhof bei  Wenden) war ein russischer Offizier, Ritter des Ordens Pour le Merite und Regierungsrat in Riga.

## Leben
Gemeinsam mit seinen Brüdern und Vettern wuchs er auf dem Gut Alt-Nursie auf, sie wurden vom Hauslehrer Gnuechtel unterrichtet. Bereits in jungen Jahren wurde Rudolph an militärische Übungen wie Reiten, Fechten und ähnlichen Übungen herangeführt. Wie seine Brüder, den späteren Generalmajoren Karl Otto Friedrich (1788–1858), Georg Gustav (* 1798) und Hermann Jakob (1791–1865) begann er seine militärische Laufbahn im II. Kadettenkorps zu Sankt Petersburg, die gleichzeitig die Vereinigte Ingenieur- und Artillerieschule in der Kaiserlich-russischen Armee war. Nachdem er 1803 zum Fähnrich befördert worden war, versah er seinen Dienst im Lsewskischen-Infanterie-Regiment. Die Beförderungen zu den nächsthöheren Dienstgraden erfolgten 1805 zum Unterleutnant, 1807 zum Leutnant, 1809 zum Stabskapitän und Kapitän und 1813 zum Major. Zwischen 1805 und 1812 nahm er an Kriegshandlungen in Finnland und Preußen teil und war zeitweise einem Regiment des Königs von Preußen Friedrich Wilhelm III. unterstellt, der Freymann 1814 den Orden Pour le Mérite verlieh. Kaiser Alexander I. würdigte ihn 1809 durch die Verleihung des Goldenen Schwertes für Tapferkeit und 1812 mit dem Orden des Heiligen Wladimir IV. Klasse. 1819 erhielt Freymann den Orden der Heiligen Anna II. Klasse.
1807 erhielt Rudolph eine Schulterverletzung, die ihn in seiner Beweglichkeit stark behinderte und deren Heilung ein langwieriger Prozess war. Die Folgen dieser Verwundung führten schließlich dazu, dass er im Range eines Obersts im Jahre 1816 seinen Abschied nehmen musste. Freymann trat daraufhin einen Beamtendienst in Riga als Regierungsrat in der Gouvernementsregierung des Gouvernements Livland an. Im Kreis Wenden erwarb er die Güter Secklershof und Kallenhof, am 2. Juni 1850 verstarb er in Wenden.

## Herkunft und Familie
Rudolph Friedrich stammte aus dem baltischen Adelsgeschlecht von Freymann (Linie II. – Haus Nursie). Sein Vater war Otto Reinhold von Freymann (1760–1820), der mit Juliane Jacobine von Stackelberg (* 1786) verheiratet war. Rudolph war in erster Ehe mit Anna Louise von Torklus (1796–1816) verheiratet, in zweiter Ehe heiratete er Elisabeth (Lisette) Charlotte von Schröder (1799–1883). Hieraus stammten seine Nachkommen:
- Mathilde Charlotte (1819–1886) ⚭ Adolph von Stackelberg (1807–1865)
- Anna Emma (1820 1899)
- Ida Katharina (1822–1875) ⚭ Georg Arthur von Loringhoven (1825–1863)
- Theodor Heinrich (1824–1891) ⚭ Elisabeth von Berens (* 1830)
- Johanna Emilie (* 1826)
- Otto Woldemar Eduard (1828–1871) ⚭ Pauline Sophie von Stackelberg (1828–1903)
- Auguste Charlotte (* 1831)
- Elisabeth Natalie Emilie (1834–1892)
- Elise Wilhelmine (1837–1922)